# The Phenomenon of Craving
The Phenomenon of Craving è un EP del gruppo hardcore punk statunitense Good Riddance, pubblicato nel 2000 dalla Fat Wreck Chords.

## Tracce
Tutte le tracce di Rankin tranne dove indicato
1. Cages – 1:58
2. One for the Braves – 2:30
3. Uniontown – 2:34
4. Calendar – 1:49
5. Start at Zero – 3:13
6. Undefeated – 1:58

## Formazione
- Russ Rankin – voce
- Luke Pabich – chitarra
- Chuck Platt – basso
- Dave Raun – batteria